# АФГ Националь
Группа компаний «АФГ Националь» — российский вертикально интегрированный агропромышленный холдинг.

## История
Группа компаний «АФГ Националь» была образована в феврале 2013 года в результате слияния агропромышленного холдинга AF-Group, который выращивал и перерабатывал рис, и ГК «Ангстрем», продававшего фасованные крупы.
На момент слияния ГК «Ангстрем» работала в торгово-закупочной сфере с 1992 года. В 1993 году компания начала развитие дилерской сети в России, в 1996 году открыла первое в стране производство фасованных круп, в 2001 году основала свою испытательную лабораторию для контроля качества сырья и готовой продукции. К 2012 году «Ангстрем» стала одним из крупнейших российских производителей фасованных круп.
AF-Group была основана в 2006 году при участии российского предпринимателя Дмитрия Аржанова. Компания начала свою деятельность с покупки земель в южных регионах России. На конец 2012 года AF-Group контролирует 57,5 тыс. гектаров сельхозземель в Краснодарском крае и Ростовской области, которые в основном использовались для выращивания риса. Также компании принадлежали два элеватора, способные хранить около 60 тыс. тонн риса-сырца, и четыре крупяных завода, способных вырабатывать 300 тонн рисовой крупы. За 6 лет AF-Group из двух небольших предприятий выросла в крупнейшего производителя риса в России. К началу 2015 года «АФГ Националь» расширилась до 70 тысяч га сельхозземель.
В 2015 году холдинг «АФГ Националь» приобрёл контрольный пакет ГК «Нижегородская картофельная система», обладавшей земельными участками и производственными активами, и начал реализацию проекта по производству столового и семенного картофеля и других овощей в Нижегородской и Новгородской областях.
В том же году агропромышленный холдинг анонсировал начало работ по созданию яблочных садов по интенсивной технологии в Краснодарском крае и строительству инфраструктуры — сортировочно-фасовочного центра и фруктохранилища. Заявленный объём планируемых инвестиций в 2016 году превышает 1 млрд рублей.
В 2016 году «АФГ Националь» приобрёл земли в Ростовской области для выращивания картофеля и овощей.
В 2016 году акционеры «АФГ Националь» приобрели Сергачский сахарный завод в Нижегородской области, который, однако, не вошёл в структуру холдинга, а также производственные площадки в Арзамасском районе Нижегородской области.
22 ноября 2024 года стало известно, что «АФГ Националь» перешел под прямое управление агрохолдинга «Просторы». Совладельцем «Инвесткома» через ООО «УК Националь» является Иван Юзефович — партнер сооснователя УГМК Искандара Махмудова по бизнесу. Он же значился руководителем «АФГ Националь» до перехода под управление агрохолдинга.

## Деятельность и ресурсы
Сегодня[когда?] в активах «АФГ Националь» 4 завода в Краснодарском крае совокупной производственной мощностью порядка 300 тонн рисовой крупы в сутки; 2 современных элеватора совокупной мощностью хранения до 100 тысяч тонн риса-сырца; 3 современных производственно-логистических комплекса по выпуску фасованной бакалейной продукции в Санкт-Петербурге, Краснодаре и Новосибирске общей площадью свыше 20 тысяч квадратных метров; свыше 70 тысяч гектаров сельхозземель, из которых более 50 тысяч гектаров задействовано под выращивание риса в Краснодарском крае и Ростовской области, что составляет порядка 22 % всех имеющихся рисовых угодий Южного федерального округа и является самым высоким показателем среди прочих участников рынка.
«АФГ Националь» выпускает около 220 наименований продукции под собственными и частными торговыми марками. Объём совокупной мощности фасовочного оборудования составляет 90 тысяч тонн в год. Обладает разветвлённой дистрибьюторской сетью, охватывающей Россию, страны СНГ, Европы и другие регионы.

## Продукция
На розничном рынке «АФГ Националь» реализует свою продукцию под торговыми марками «Националь» (продуктовая линейка включает рис, традиционные крупы, бобовые, арабскую и кондитерскую серии), «Cento Percento» (традиционные итальянские соусы и бальзамики, консервированные оливки, каперсы, артишоки, вяленые томаты), «PROSTO» (крупы в варочных пакетах), «Русский завтрак» (хлопья и каши), «Агрокультура» (рис, крупы и бобовые эконом-сегмента), «HORECA» (элитные сорта риса для сегмента HoReCa), «Естественный отбор» (мытый картофель премиум-сегмента), «Овощная лига» (мытый картофель в сетке).
«АФГ Националь» является также производителем бакалеи СТМ-сегмента, выпускает продукцию под торговыми марками сетей «Лента», «О´кей», «Metro Cash&Carry», «Ашан», «Дикси», сети супермаркетов «Верный» и сети магазинов «ДА!».
Холдинг также поставляет сельхозпродукцию собственного производства (рис, пшеницу, сою и др.) крупным оптом, в том числе, на экспорт — в страны СНГ, Ближнего Востока и Европы.

## Инвестиции
«АФГ Националь» инвестирует в восстановление земель и производственных фондов приобретённых предприятий, обновление парка техники и сельхозорудий, а также создание сопутствующей инфраструктуры в регионах своей деятельности.
В частности, в ходе подписания инвестиционного соглашения с губернатором Нижегородской области Валерием Шанцевым основатель „АФГ Националь Нижний Новгород“ Дмитрий Аржанов заявил об инвестициях в проект выращивания картофеля и овощей в Нижегородской области в размере 7,4 млрд рублей. Проект предполагает строительство овощехранилищ на 200 тыс. тн картофеля.
Объём инвестиций в проект производства картофеля и овощей в Ростовской области составляет около 2,5 млрд руб.
В 2016 году агропромышленный холдинг заявил о своих планах увеличить объём производства овощной продукции до 500 тысяч тонн к 2018 году, оценив объём инвестиций для реализации данного проекта в 20 млрд рублей.